# أوسكار بيتر
أوسكار بيتر هو متزلج فني سويسري، ولد في 11 يونيو 1981 في سانتياغو دي لوس كاباليروس في جمهورية الدومينيكان.

## وصلات خارجية
- أوسكار بيتر على موقع الاتحاد الدولي للتزلج (الإنجليزية)
- أوسكار بيتر على موقع الاتحاد الدولي للتزلج (الإنجليزية)